# Drążgów
Drążgów (prononciation [ˈdrɔ̃ʐɡuf]) est un village de la gmina d'Ułęż du powiat de Ryki dans la voïvodie de Lublin, situé dans l'est de la Pologne.
Il se situe à environ 3 kilomètres au sud-est d'Ułęż (siège de la gmina), 15 kilomètres à l'est de Ryki (siège du powiat) et 48 kilomètres au nord-ouest de Lublin (capitale de la voïvodie).
Le village comptait approximativement une population de 269 habitants en 2008.

## Histoire
De 1975 à 1998, la gmina est attachée administrativement à l'ancienne voïvodie de Lublin.

Depuis 1999, elle fait partie de la nouvelle voïvodie de Lublin.